# Retaudsee
Der Retaudsee (französisch Lac Retaud) ist ein Bergsee in der Gemeinde Ormont-Dessus im Kanton Waadt in der Schweiz.
Der See liegt in der Nähe des Col du Pillon auf einer Höhe von 1685 m ü. M. in einer Mulde umgeben von Alpweiden und Nadelbäumen. Direkt am Westufer des Bergsees befindet sich ein Restaurant.
Der See ist von der Passhöhe des Col du Pillon aus zu Fuss in rund 30 Minuten erreichbar.